# Modev Peak
Der Modev Peak (englisch; bulgarisch Модев връх Modew wrach) ist ein 670 m hoher und größtenteils vereister Berg auf Two Hummock Island im Palmer-Archipel westlich der Antarktischen Halbinsel. Er ragt 4,04 km südlich des Wauters Point, 2,38 km südwestlich des Butrointsi Point, 5,35 km nordnordwestlich des Veyka Point und 1,63 km nordöstlich des Buache Peak auf. Markant sind seine teilweise unvereisten Nordwesthänge. Die Kotev Cove liegt nördlich von ihm.
Britische Wissenschaftler kartierten ihn 1978. Die bulgarische Kommission für Antarktische Geographische Namen benannte ihn 2013 nach Stanimir Modew, der ab 2002 in mehreren Kampagnen als Mechaniker auf der St.-Kliment-Ohridski-Station auf der Livingston-Insel tätig war.